# Dichostates tabularis
Dichostates tabularis là một loài bọ cánh cứng trong họ Cerambycidae.